# Attis

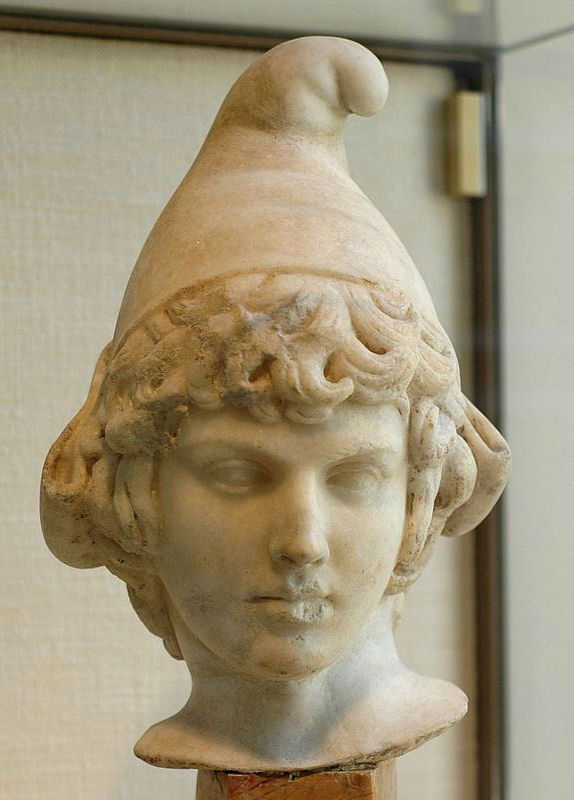
Attis con indosso il berretto frigio, II secolo d.C., Museo del Louvre.

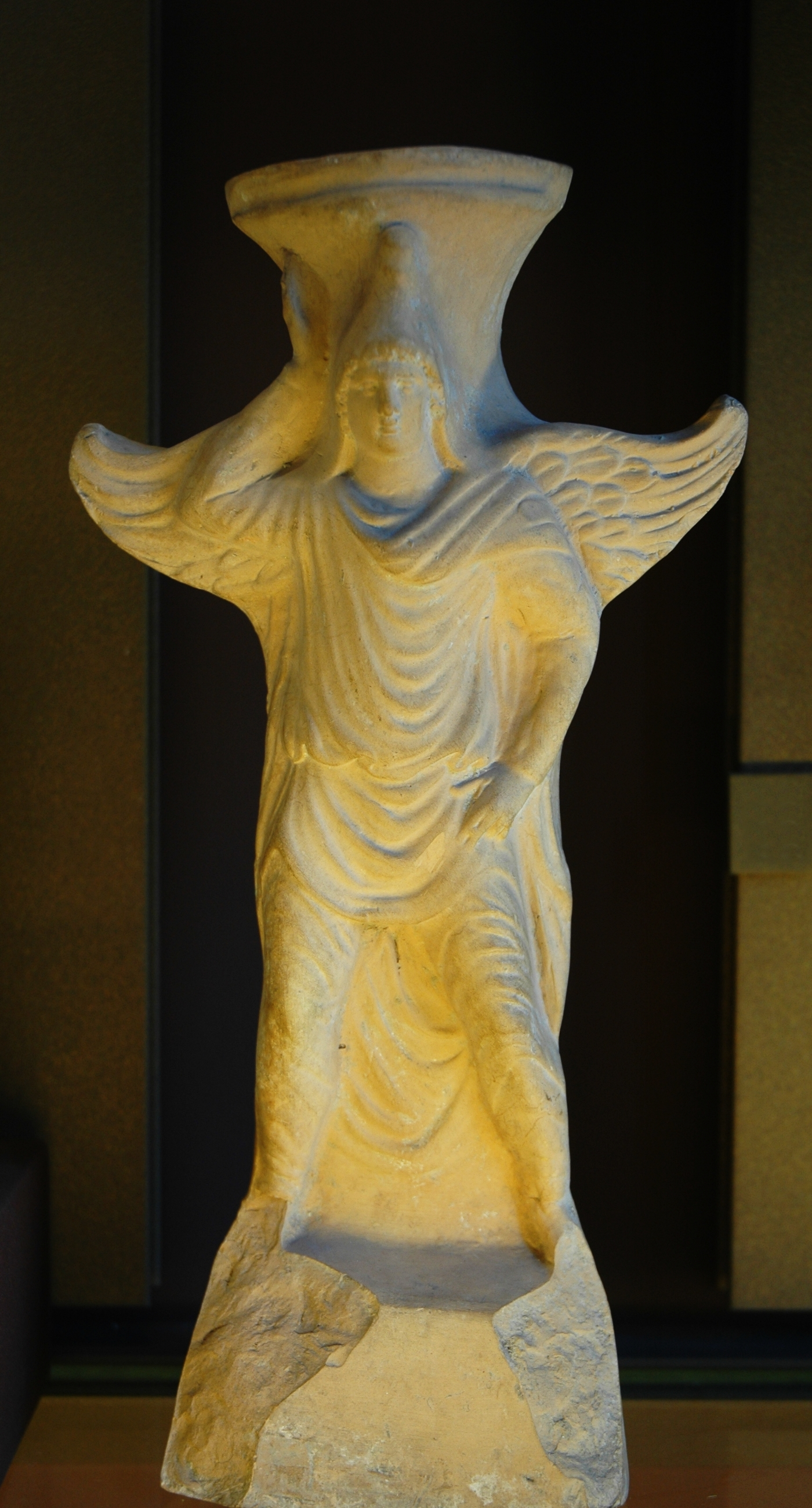
Attis, Thymiaterion di terracotta da Tarso, I o II secolo a.C., Museo del Louvre.

Attis, adattato talvolta come Attide (in greco antico: Ἄττις?), è il paredro di Cibele, il servitore autoeviratosi, che guida il carro della dea.
Il centro principale del suo culto era Pessinunte, nella Frigia, da cui attraverso la Lidia passò approssimativamente nel VII secolo a.C. nelle colonie greche dell'Asia Minore e successivamente nel continente, da cui fu esportato a Roma nel 204 a.C.

## Origini
Secondo la tradizione frigia, conservata in Pausania e in Arnobio, il demone ermafrodita Agdistis (un essere che si pone come intermediario fra il mondo divino e il mondo umano) sarebbe nato dallo sperma di Zeus caduto sulla pietra, mentre il dio cercava di accoppiarsi con la Grande Madre sul monte Agdistis chiamato anche Agdos.
Gli dei dell'Olimpo spaventati dalla potenziale forza del figlio di Zeus, in cui si sommavano le caratteristiche del maschile e femminile, mandarono Dioniso, che lo evirò mentre dormiva e lasciandolo solo con i caratteri sessuali esterni femminili; il sangue sgorgato al momento dell'asportazione del membro virile del ragazzo generò un albero di mandorlo (o di melograno).
La figlia del fiume Sakarya (Sangarios), Nana, colse un frutto dall'albero e rimase incinta. Il figlio che nacque venne chiamato Attis, in quanto fu allattato da una capra (in frigio attagos), dopo essere stato cacciato sulle montagne per ordine di Sakarya.
Attis crebbe allevato da alcuni pastori che lo avevano trovato fra i monti. Si distinse per la sua bellezza, cosicché CibeIe, la ﬁglia di Macone re di Frigia che era stata anch'essa abbandonata ed allevata dai pastori, se ne innamorò e ne ebbe un figlio. Poco tempo dopo, Cibele fu riconosciuta e raccolta dal padre che, informato della sua relazione, fece uccidere Attis e lo lasciò insepolto. Cibele ne fu talmente afflitta che errò impazzita per la campagna.
Secondo altri, la dea Cibele era invaghita di Attis, malgrado ciò egli si innamorò della ninfa chiamata Sangaride, ﬁglia di Sangario fiume della Frigia. Cibele, scoperto questo segreto, fece morire Sangaride tagliando un albero al quale erano attaccati i suoi giorni, ed Attis, nel suo dolore, si mutilò in modo da non poter più corrispondere alle brame della Dea. Cibele considerò questo castigo troppo crudele e gli restituì il membro virile, prendendolo al suo servizio.
Secondo un altro mito, Attis fu mandato a Pessinunte per sposare la figlia del re Mida. Durante la celebrazione del matrimonio, Agdistis, innamorato del giovane, fece impazzire tutti gli invitati e lo stesso Attis, che, sotto un pino, si amputò il pene. Dal suo sangue nacquero le viole mammole. Cibele, madre degli dei, ottenne che il giovane si salvasse e diventasse il cocchiere del suo carro.
I poeti ed i mitologi variano moltissimo nel raccontare gli amori di Cibele e di Attis. Catullo ne compose un piccolo poema, mentre secondo Ovidio, Attis fu trasformato in un pino, rappresentato in molti antichi monumenti.
Attis fu adorato in Frigia e chiamato il Dio di Pessinunte; alcuni autori dicono che Cibele lo trasformò in una quercia per cui questo albero fu a lei sacro, ma i più vogliono che l’albero sacro a Cibele fosse il pino, ed in pino fu da lei mutato Attis.

## Culto nella Roma antica
Già durante il I secolo a.C. le vicende del giovane erano ben note ai Romani come dimostra la reinterpretazione catulliana del mito nel carmen LXIII del Liber Catullianus. In epoca imperiale il ruolo di Attis, la cui morte e resurrezione simboleggiava il ciclo vegetativo della primavera, si accentuò gradualmente, dando al culto una connotazione misterica e soteriologica.
Ad Attis erano dedicate un ciclo di festività che si tenevano fra il 15 e il 28 marzo, e che celebravano la morte e la rinascita del dio. Tra queste vi erano il Sanguem, celebrato dai Galli e l'Hilaria. Tracce di questi culti, che presero il nome di Attideia, sono presenti anche in colonie greco-romane (ad esempio quella di Egnazia in Puglia).

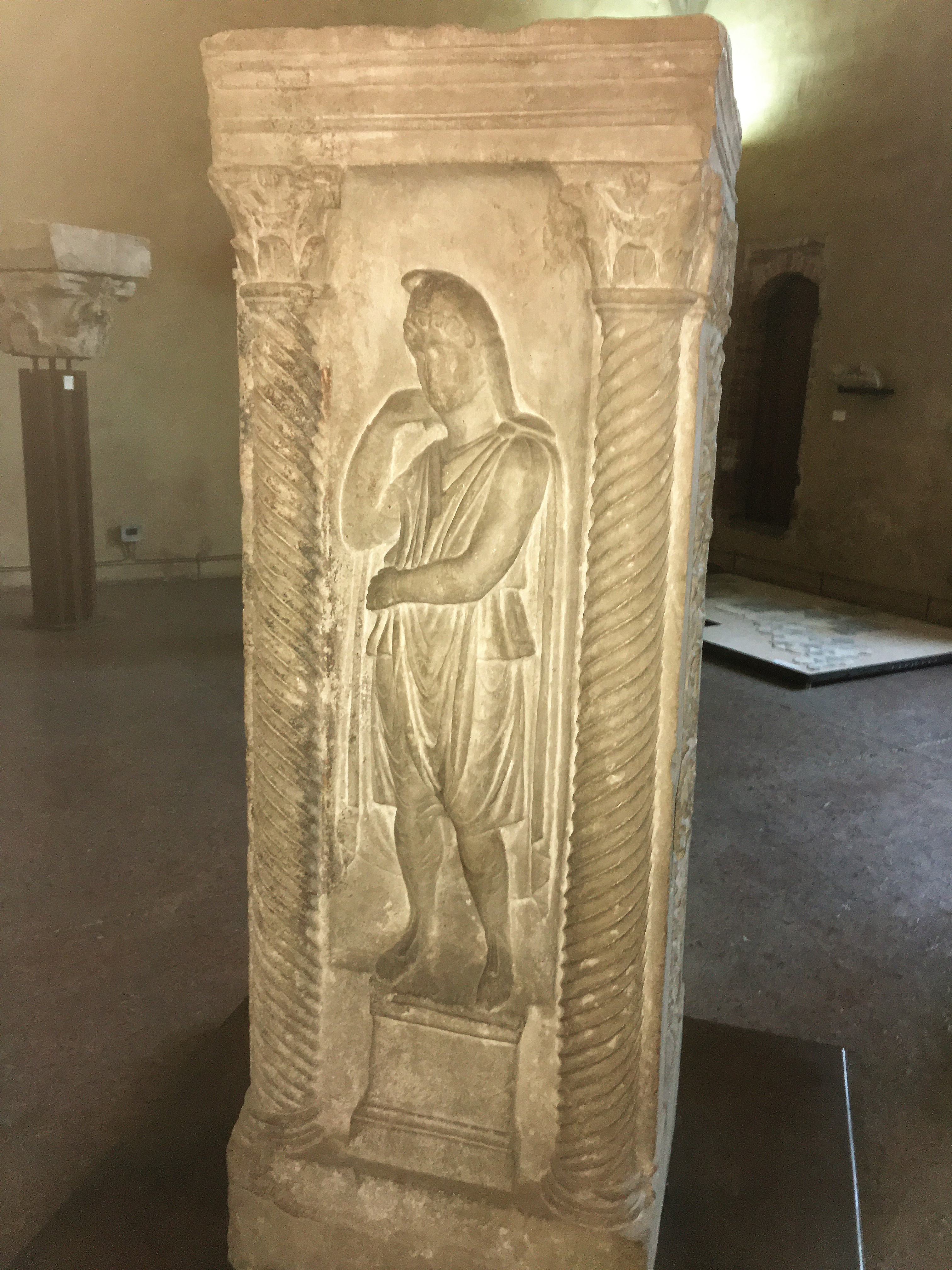
Monumento funeraio con bassorilievo raffigurante Attis, I d.C., Pavia, Musei Civici.

Dal suo mito l'imperatore Flavio Claudio Giuliano incomincerà a scrivere uno dei suoi più famosi testi l'Inno alla madre degli dei, in cui loda Cibele e indaga sul significato filosofico di Attis e della dea.
Secondo lo storico ed etnografo Antonio Basile, il rito del sangue del dio Attis sopravvive tuttora in una manifestazione dei riti della settimana santa a Nocera Terinese in Calabria, dove i vattienti compiono il "rito devozionale" della flagellazione consistente nel percuotersi cosce e gambe con tredici pezzi di vetro collocati su un pezzo di sughero denominato "cardo". Nella pubblicazione Folklore della Calabria, Basile asseriva che: «"[…] non è meraviglia che sopravviva ancora in un vecchio paese della Calabria il rito antichissimo del sangue: originario per la morte di Adone e per la sua resurrezione e per la morte e la resurrezione di Attis esso rimane in Nocera Terinese, ma adottato alla commemorazione della morte e della resurrezione del Cristo, come sopravvivenza o meglio reviviscenza"».

## Corrispondenze della divinità
Il dio Attis è associato dagli studiosi a tutte divinità legate agli antichi riti di propiziazione della fecondità della terra, trovando corrispondenza in Adone, nel mesopotamico Tammuz e in Sandan di Tarso di Cilicia.